# Marie-Clémentine Dusabejambo
Marie-Clémentine Dusabejambo, ou Clémentine Dusabejambo, née en 1987 à Kigali, est une réalisatrice et scénariste rwandaise, plusieurs fois primée.

## Biographie
Née à Kigali (Rwanda), Marie-Clémentine Dusabejambo suit des études d’électronique et télécommunications. Puis elle fait partie de l′Almond Tree Films Collective, une maison de production cinématographique fondée par le cinéaste américain Lee Isaac Chung près de Kigali, au Rwanda, et travaille sur des plateaux de tournages de films. Elle collabore comme scénariste à un film dirigé par le réalisateur rwandais Yves Montand Nyiongabo, Maibobo. Cette œuvre est consacrée aux enfants orphelins après le génocide des Tutsi, devenus enfants des rues dans Kigali et vivant toujours en marge de la société. Le film est sélectionné au festival international du film de Rotterdam, au festival de Göteborg et au festival du cinéma d'Afrique, d'Asie et d'Amérique latine de Milan (où il reçoit une mention spéciale).
En 2010, elle réalise dans le cadre d’un concours du Tribeca Film Institute (États-Unis), un court métrage, Lyiza, qui obtient le Tanit de bronze aux Journées cinématographiques de Carthage en 2012, et le prix Cinéforum au Festival du cinéma africain, d'Asie et d'Amérique latine de Milan, toujours en 2012.
La même année, dans le cadre d'un programme « Zéro tolérance envers les violences faites aux femmes » organisé par le Institut Goethe de Kigali, elle remporte un prix de scénario pour un autre projet de court métrage. Celui-ci, nommé Derrière le mot (Behind the Word), reçoit en décembre 2012 le prix du public d'une nouvelle manifestation organisée par l'Institut Goethe. Il est également sélectionné au Seattle International Film Festival, aux États-Unis, et au Rwanda Film Festival en 2013, et obtient en France le prix des Lycéens du festival CinéSud 2014. Il pose la question des langues au Rwanda : kinyarwanda, français, anglais.
Puis en 2016, elle sort le court métrage, Une place pour moi, qui raconte l’histoire d'une fillette albinos de cinq ans tentant de se faire une place au sein de son école malgré les moqueries de ses camarades. Il est retenu dans la sélection de plusieurs festivals. Il est lauréat de la troisième édition du festival Films Femmes Afrique de Dakar et de son jury composé de lycéennes. Il reçoit aussi, à nouveau le Tanit de bronze, dans la catégorie Court métrage, aux Journées cinématographiques de Carthage, en 2016.
Dans son dernier court métrage réalisé en 2018, Icyasha (Étiquette), un garçon de douze ans jugé efféminé par ses pairs tente d'intégrer l'équipe de football de son quartier. Clémentine Dusabejambo reçoit le Zébu d’or panafricain fiction, aux Rencontres du Film Court à Madagascar en 2019.
Elle prépare un long métrage sur l'après génocide.

## Filmographie
- Maibobo (court métrage, 2009) - scénariste
- Lyiza (Intelligence) (court métrage, 2011) - réalisatrice
- Derrière le mot (court métrage, 2012) - réalisatrice
- Une place pour moi (court métrage, 2016) - réalisatrice
- Icyasha (Étiquette) (court métrage, 2018) - réalisatrice